# Xenocatantops
Xenocatantops is een geslacht van rechtvleugeligen uit de familie veldsprinkhanen (Acrididae). De wetenschappelijke naam van dit geslacht is voor het eerst geldig gepubliceerd in 1953 door Dirsh & Uvarov.

## Soorten
Het geslacht Xenocatantops omvat de volgende soorten:
- Xenocatantops acanthraus Zheng, Li & Wang, 2004
- Xenocatantops areolatus Bolívar, 1908
- Xenocatantops brachycerus Willemse, 1932
- Xenocatantops dirshi Willemse, 1968
- Xenocatantops henryi Bolívar, 1917
- Xenocatantops humilis Serville, 1838
- Xenocatantops jagabandhui Bhowmik, 1986
- Xenocatantops karnyi Kirby, 1910
- Xenocatantops liaoningensis Wang, 2007
- Xenocatantops longpennis Cao & Yin, 2007
- Xenocatantops luteitibia Zheng & Jiang, 2002
- Xenocatantops parazernyi Jago, 1982
- Xenocatantops sauteri Ramme, 1941
- Xenocatantops taiwanensis Cao & Yin, 2007
- Xenocatantops zernyi Ramme, 1929